# IBM PC-compatibel
Een IBM PC-compatibel is een personal computer die hardware- en softwarecompatibel is met de IBM Personal Computer (IBM PC) en de daaropvolgende modellen. Net als de originele IBM PC maakt een IBM PC-compatibele computer gebruik van een x86-gebaseerde CPU, afkomstig van Intel of een alternatieve leverancier zoals AMD en is deze geschikt voor het gebruik van verwisselbare hardware, zoals uitbreidingskaarten. Aanvankelijk werden dergelijke computers aangeduid als PC-klonen, IBM-klonen of IBM PC-klonen, maar de term "IBM PC-compatibel" is nu slechts een historische omschrijving, aangezien de overgrote meerderheid van de microcomputers die sinds de jaren 90 zijn geproduceerd IBM-compatibel zijn. IBM verkoopt zelf geen personal computers meer, nadat de pc-divisie in 2005 aan Lenovo werd verkocht. "Wintel" is een vergelijkbare omschrijving die vaker wordt gebruikt voor moderne computers.
De aanduiding "pc", zoals die in een groot deel van de geschiedenis van de personal computer werd gebruikt, betekende niet in het algemeen "personal computer", maar eerder een x86-computer die dezelfde software kon draaien als een hedendaagse IBM- of Lenovo-pc. De term werd aanvankelijk gebruikt in contrast met de diverse thuis- hobby- en spelcomputers die begin jaren 80 populair waren, zoals de Apple II, TRS-80 en Commodore 64. Later werd de term vooral gebruikt in contrast met de Amiga van Commodore en de Macintosh van Apple.